# Ken McBride
Kenneth Stanford McBride, detto Ken (Centralia, 23 marzo 1929 – Centralia, 14 maggio 2005), è stato un cestista statunitense, professionista nella NBA.

## Carriera
Venne selezionato dai Syracuse Nationals nel Draft NBA 1952.